# L. J. Peak
Pour les articles homonymes, voir Peak.
L. J. Peak, né le 2 février 1996 à Gaffney en Caroline du Sud aux États-Unis, est un joueur américain de basket-ball. Il évolue au poste d'arrière.

## Palmarès
- Champion du monde -19 ans 2015
- Big East All-Rookie team 2015